# Guns, God and Government

Обложка

Guns, God and Government («Оружие, Бог и правительство») — концертное видео группы Marilyn Manson, снятое в одноимённом туре. Релиз состоялся 29 октября 2002 года в форматах VHS, DVD и UMD. Содержит концертные выступления, причём на видео каждая из концертных песен представлена нарезками из разных шоу тура, происходивших в США, Японии, России и разных странах Европы. В отличие от более позднего DVD «Lest We Forget», работа «Guns, God and Government» не включает в себя видеоклипов Marilyn Manson.
«GGG» примечателен документированием спорных и оригинальных аспектов сценического искусства группы Marilyn Manson, которое было использовано на живых выступлениях. Например, на шоу использовались ходули,  сложное сценическое освещение, пиротехника, экстравагантные костюмы и др. 
На DVD также присутствует короткий 30-минутный документальный фильм «The Death Parade» («Парад смерти»), который был создан под соавторством Rogers Masson и Мэрилина Мэнсона. В «The Death Parade» представлена возможность увидеть вкратце, что происходило за кулисами концертов тура, включая эпизодические появления в них Оззи Осборна, Джои Джордисона и Эминема.

## Список композиций
1. Intro / Count to Six and Die
2. Irresponsible Hate Anthem
3. The Reflecting God
4. Great Big White World
5. Disposable Teens
6. The Fight Song
7. The Nobodies
8. Rock Is Dead
9. The Dope Show
10. Cruci-Fiction in Space
11. Sweet Dreams (Are Made of This) / Hell Outro
12. The Love Song
13. The Death Song
14. Antichrist Superstar
15. The Beautiful People
16. Astonishing Panorama of the Endtimes
17. Lunchbox

## Специальное содержание
The Death Parade
- Behind the Scenes Footage

## Технические спецификации DVD
- DVD 9 Dual Layer
- формат 4:3
- DTS Digital Surround Sound, Dolby Surround 5.1, Dolby Digital Stereo
- Длительность: 73 мин.

## Состав
- Мэрилин Мэнсон — вокал
- Джон 5 — гитары
- Мадонна Уэйн Гейси — клавишные
- Джинджер Фиш — ударные
- Джорди Уайт — бас

## Сертификации
| Регион                                                      | Сертификация | Продажи  |
| ----------------------------------------------------------- | ------------ | -------- |
| Австралия (ARIA)                                            | Платиновый   | 15 000^  |
| Канада (Music Canada)                                       | Платиновый   | 10 000^  |
| Германия (BVMI)                                             | Золотой      | 25 000^  |
| Великобритания (BPI)                                        | Золотой      | 25 000^  |
| США (RIAA)                                                  | Платиновый   | 100 000^ |
| ^ Данные о тиражах приведены только на основе сертификации. |              |          |